# Łańcuch Markowa

Przykład procesu Markowa

Proces Markowa – ciąg zdarzeń, w którym prawdopodobieństwo każdego zdarzenia zależy jedynie od wyniku poprzedniego. W ujęciu matematycznym, procesy Markowa to takie procesy stochastyczne, które spełniają własność Markowa.
Łańcuchy Markowa to procesy Markowa z czasem dyskretnym.
Łańcuch Markowa jest ciągiem {\displaystyle X_{1},X_{2},X_{3},\dots } zmiennych losowych. Dziedzinę tych zmiennych nazywamy przestrzenią stanów, a realizacje {\displaystyle X_{n}} to stany w czasie {\displaystyle n.} Jeśli rozkład warunkowy {\displaystyle X_{n+1}} jest funkcją wyłącznie zmiennej {\displaystyle X_{n}{:}}
{\displaystyle P(X_{n+1}\leqslant y|X_{0},X_{1},X_{2},\dots ,X_{n})=P(X_{n+1}\leqslant y|X_{n}),}
to mówimy, że proces stochastyczny posiada własność Markowa.
Przedstawiona definicja zakłada czas dyskretny. Istnieją procesy Markowa z czasem ciągłym, jednak nie są one przedstawione w tym artykule.
Procesy Markowa zawdzięczają swoją nazwę ich twórcy Andriejowi Markowowi, który po raz pierwszy opisał problem w 1906 roku. Uogólnienie na przeliczalnie nieskończone przestrzenie stanów zostało opracowane przez Kołmogorowa w 1936. Łańcuchy Markowa mają związek z ruchami Browna oraz hipotezą ergodyczną, dwoma ważnymi w fizyce tematami, ale powstały jako uogólnienie prawa wielkich liczb na zdarzenia zależne.

## Własności łańcuchów Markowa

### Rozkład początkowy
Rozkładem początkowym nazywamy rozkład (dyskretny) zmiennej {\displaystyle X_{0}.}

### Macierz przejść

#### Definicja
Jeśli łańcuch Markowa jest jednorodny, rozkład prawdopodobieństw przejść między poszczególnymi stanami może być przedstawiony jako macierz, zwaną macierzą prawdopodobieństw przejścia. Jest to macierz stochastyczna, oznaczamy zwykle literą {\displaystyle \mathbf {P} ,} gdzie wyraz {\displaystyle (i,j)} wyraża się wzorem:
{\displaystyle p_{i,j}=P(X_{n+1}=j\mid X_{n}=i).}
Z jednorodności wynika, że rzeczywiście {\displaystyle p_{i,j}} nie zależy od {\displaystyle n.} Przykładowo element {\displaystyle p_{1,3}} oznacza prawdopodobieństwo przejścia ze stanu pierwszego do stanu trzeciego.

#### Równania Chapmana-Kołmogorowa
Prawdopodobieństwem przejścia ze stanu {\displaystyle i} do stanu {\displaystyle j} w {\displaystyle n} krokach nazywa się prawdopodobieństwo warunkowe
{\displaystyle p_{i,j}^{(n)}=P(X_{m+n}=j|X_{m}=i).}
Dla prawdopodobieństw przejść spełnione są następujące równanie, nazywane równaniami Chapmana-Kołmogorowa:
{\displaystyle p_{i,j}^{(n+m)}=\sum _{k\in E}p_{i,k}^{(n)}p_{k,j}^{(m)}.}
Intuicyjne jest jasne, że aby dojść do stanu {\displaystyle j} można po drodze przejść przez dowolny inny stan skomunikowany z {\displaystyle j} i {\displaystyle i.} Stosując zapis macierzowy, równania Chapmana-Kołmogorowa można zapisać w postaci:
{\displaystyle \mathbf {P} ^{m+n}=\mathbf {P} ^{m}\mathbf {P} ^{n},}
gdzie przez {\displaystyle \mathbf {P} ^{n}} jest macierzą przejść w {\displaystyle n} krokach.

### Klasyfikacja stanów
Mówi się, że:
- stan {\displaystyle i} jest osiągalny ze stanu {\displaystyle j,} jeśli {\displaystyle p_{j,i}^{(n)}>0} dla pewnego {\displaystyle n\geqslant 0.}
- stany {\displaystyle i} i {\displaystyle j} są skomunikowane, jeśli są wzajemnie osiągalne. Oznaczenie: {\displaystyle i\leftrightarrow j.}

Można wykazać, że relacja skomunikowania jest relacją równoważności. Zatem zbiór możliwych stanów można podzielić na klasy abstrakcji względem tej relacji. Każda z klas tworzy zbiór stanów wzajemnie skomunikowanych.

#### Stany chwilowe i rekurencyjne
Niech {\displaystyle f_{i}} oznacza prawdopodobieństwo tego, że startując ze stanu {\displaystyle i} łańcuch kiedykolwiek do niego powróci.
- Jeśli {\displaystyle f_{i}=1} to stan {\displaystyle i} nazywany jest rekurencyjnym.
- Jeśli {\displaystyle f_{i}<1} to stan {\displaystyle i} nazywany jest chwilowym.

Każdy stan jest albo chwilowy albo rekurencyjny. Stan {\displaystyle i} jest rekurencyjny wtedy i tylko wtedy, gdy:
{\displaystyle \sum _{n=1}^{\infty }p_{i,i}^{(n)}=\infty .}

### Rozkład stacjonarny
Rozkład prawdopodobieństw na przestrzeni stanów {\displaystyle \mathbf {S} } nazywany jest stacjonarnym wtedy i tylko wtedy, gdy spełniony jest warunek:
{\displaystyle \pi _{j}=\sum _{i\in S}\pi _{i}p_{ij},}
tj.
{\displaystyle \pi \mathbf {P} =\pi ,}
gdzie {\displaystyle \pi } jest takim wektorem wierszowym, że:
{\displaystyle \sum _{i}\pi _{i}=1\quad \forall \pi _{i}\geqslant 0.}
Jeśli rozkład początkowy {\displaystyle \mathbf {x_{0}} } jest stacjonarny, to każdy kolejny rozkład {\displaystyle \mathbf {x_{n}} } również jest stacjonarny.
Może nie istnieć żaden, istnieć jeden lub więcej niż jeden rozkład stacjonarny dla danego procesu.